# Sint-Maartenskerk (Hardefoort)
De Sint-Maartenskerk (Frans: Église Saint-Martin) is de parochiekerk van de gemeente Hardefoort in het Franse Noorderdepartement. 
Het betreft een eenbeukig kerkje zonder toren dat van 1804-1806 gerestaureerd is, maar nog muurfragmenten van ijzerzandsteen bezit.

## Interieur
In de doopkapel een gotisch doopvont en een Sint-Annakrans. De kerk bezit een preekstoel van de 17e of 18e eeuw. Uit de 18e eeuw is een kleine gepolychromeerde Sint-Maartensgroep die zich boven het tabernakel bevindt.

## Kerkhof van Hardefoort

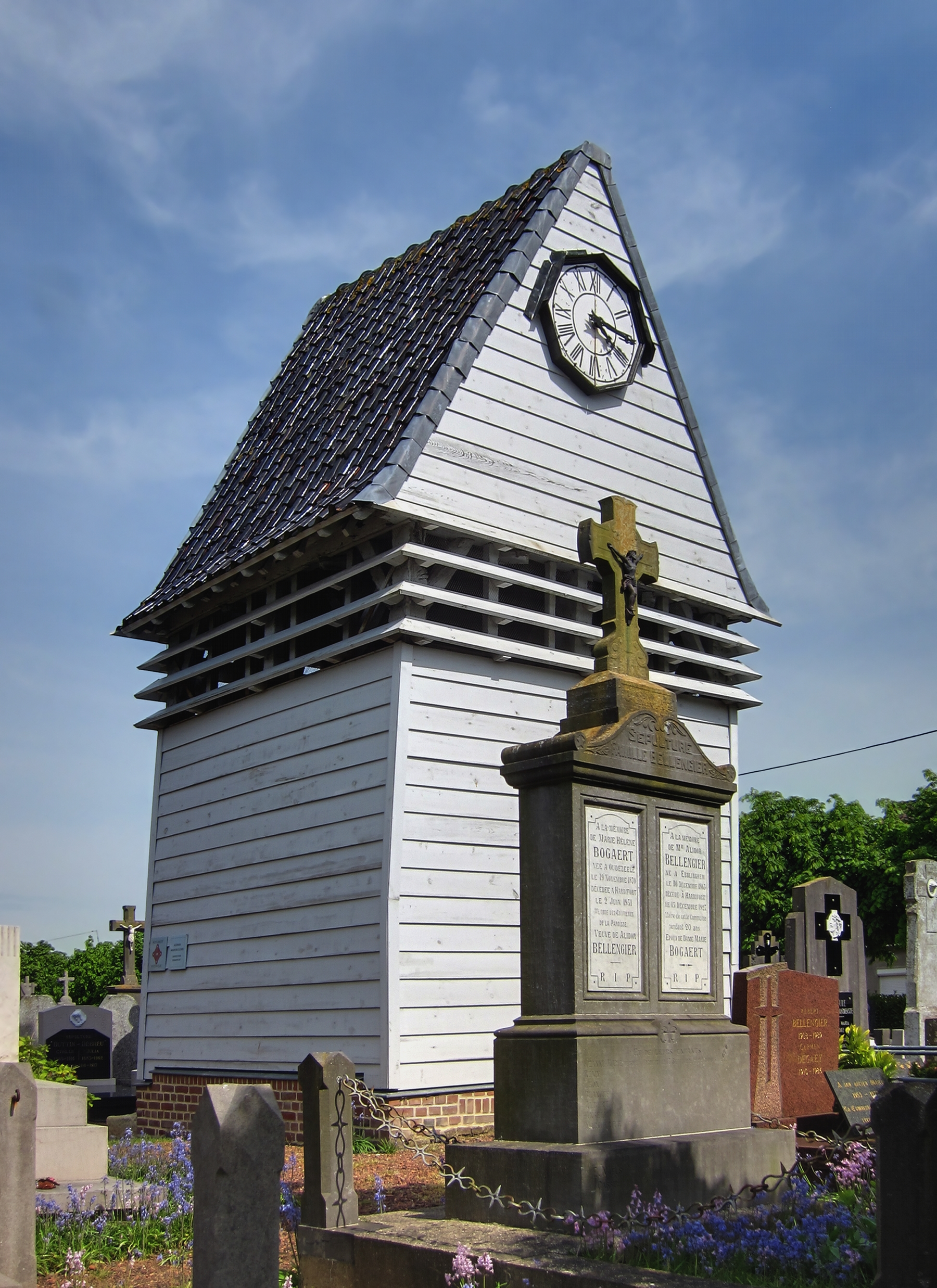
Het Klockhuys

Het kerkje wordt omgeven door een kerkhof, waarop zich ook het Klokhuys bevindt, een houten torentje waarin de klokken zijn ondergebracht. Samen met het Klokhuys van Eke vormt het een uniek gebouwtje.